# ザ・マシーン
『ザ・マシーン』（The Machine）は、2013年にイギリスで制作されたSF映画。

## ストーリー
西側諸国と中国とが冷戦状態に墜ちいった近未来。イギリス国防省は科学者であるヴィンセントに戦闘型アンドロイドの開発を依頼していたが、その研究は思うように進まず暗礁に乗りかけていた。義体は完成しているももの、それをコントロールする人工知能の開発に手間取っていた。何度も繰り返されるコンピュータとのテストの中、若い研究者・エヴァが画期的な人工知能の理論を唱え、ヴィンセントの助手に抜擢される。
より人間らしい人工脳にするため、エヴァの脳データをスキャンして大型コンピュータに取り込み終わった日、助手のエヴァが中国の暗殺者によって殺されてしまう。ヴィンセントはエヴァのスキャンした脳データを、アンドロイドの電脳に移植する。金属の義体を持ち、エヴァの脳データを移植されたアンドロイドは、エヴァと瓜二つの姿に造形された。そのアンドロイドは「マシーン」と呼ばれ、研究のために経過を観察されることになるが、ヴィンセントとの交流によってマシーンは次第に人間らしい感情に目覚めていく。
一方、国防省の幹部は、マシーンを完全な殺人兵器にするため、芽生えだした感情を削除しようと企んでいた。

## キャスト
| 役名                       | 俳優                       | 日本語吹替     |
| -------------------------- | -------------------------- | -------------- |
| ヴィンセント・マッカーシー | トビー・スティーブンス     | 木下浩之       |
| エヴァ / マシーン          | ケイティ・ロッツ           | 大津愛理       |
| トムソン                   | デニス・ローソン           | 後藤哲夫       |
| ジェームズ                 | サム・ヘイゼルダイン       | 高瀬右光       |
| スリ                       | プーネ・ハジモアンマディ   | 志田有彩       |
| ルーシー                   | シューアン・モリス         | 増岡裕子       |
| ポール・ドーソン           | ジョン＝ポール・マクラウド | 前田一世       |
| メアリー                   | ジェイド・クルート         | あんどうさくら |
| 中国人暗殺者               | アラン・ロー               | 倉富亮         |
| ティム                     | ジョナサン・バーン         | 下妻由幸       |
| ポールの母                 | ヘレン・グリフィン         | 竹村叔子       |
| ヘニング                   | ジャイルズ・トーマス       | 桂一雅         |
| ヘイズ医師                 | サム・エリス               | 米田基裕       |